# Rhagodoca longispina
Rhagodoca longispina är en spindeldjursart som beskrevs av Roewer 1933. Rhagodoca longispina ingår i släktet Rhagodoca och familjen Rhagodidae. Inga underarter finns listade i Catalogue of Life.